# Алкалия
Алкали́я (рум. Alcalia, укр. Алкалі́я) — река на Украине и в Молдавии, которая впадает в озеро Солёное. Длина — 67 км. Площадь водосборного бассейна — 653 км². Уклон 1,7 м/км. Долина широкая, расчлененная оврагами и балками, русло умеренно извилистое, шириной 6—8 м, расчищенное и выпрямленное в течение 30 км. Использование реки: хозяйственно-бытовое, на орошение.
Берёт начало из пруда в пределах Молдавии. Протекает по территории Белгород-Днестровского района Одесской области. Частично пересыхает. В долине реки есть старицы. Сооружены пруды.